# Arseniuro de indio y galio
El arseniuro de indio y galio es un material semiconductor de indio, galio y arsénico, utilizado en fotosensores debido a dos propiedades importantes: su velocidad de operación, superior a otros semiconductores más comunes como el silicio o el arseniuro de galio, y la longitud de onda que emiten y detectan los dispositivos fabricados con este material (950 nm).